# Coles Supermarkets
Coles Supermarkets, anche solo Coles, è una catena australiana di supermercati, vendita al dettaglio e servizi ai consumatori, con sede a Melbourne come parte del Gruppo Coles.
Fondata nel 1914 a Collingwood da George Coles (con il nome di "Coles Variety Store"), Coles gestisce 807 supermercati in tutta l'Australia, compresi diversi supermercati Bi-Lo ora rinominati. Coles ha oltre 100.000 dipendenti e, insieme al rivale Woolworths, rappresenta oltre l'80% del mercato australiano. La grande sede centrale di Coles nel sud-est interno di Melbourne ha 4.000 dipendenti della forza lavoro situati al suo interno.
Coles Online è il servizio di acquisto online dell'azienda ("clicca e ritira" e consegna a domicilio).
Tra il 1986 e il 2006, Coles Supermarkets era un marchio di Coles Myer Limited, poi Coles Group Limited, prima che Wesfarmers acquistasse Coles Group nel 2007. È diventata nuovamente una sussidiaria di Coles Group dopo che Wesfamers ha scorporato l'attività nel novembre 2018.

## Gallery

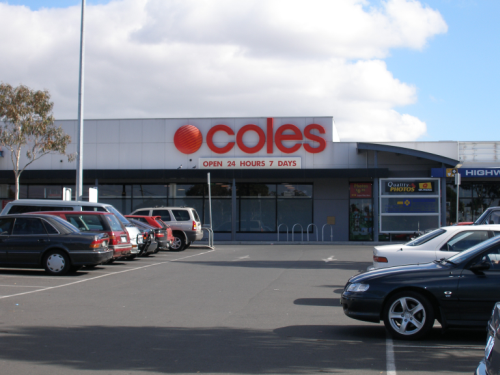
Supermercato Coles a Springvale, Victoria
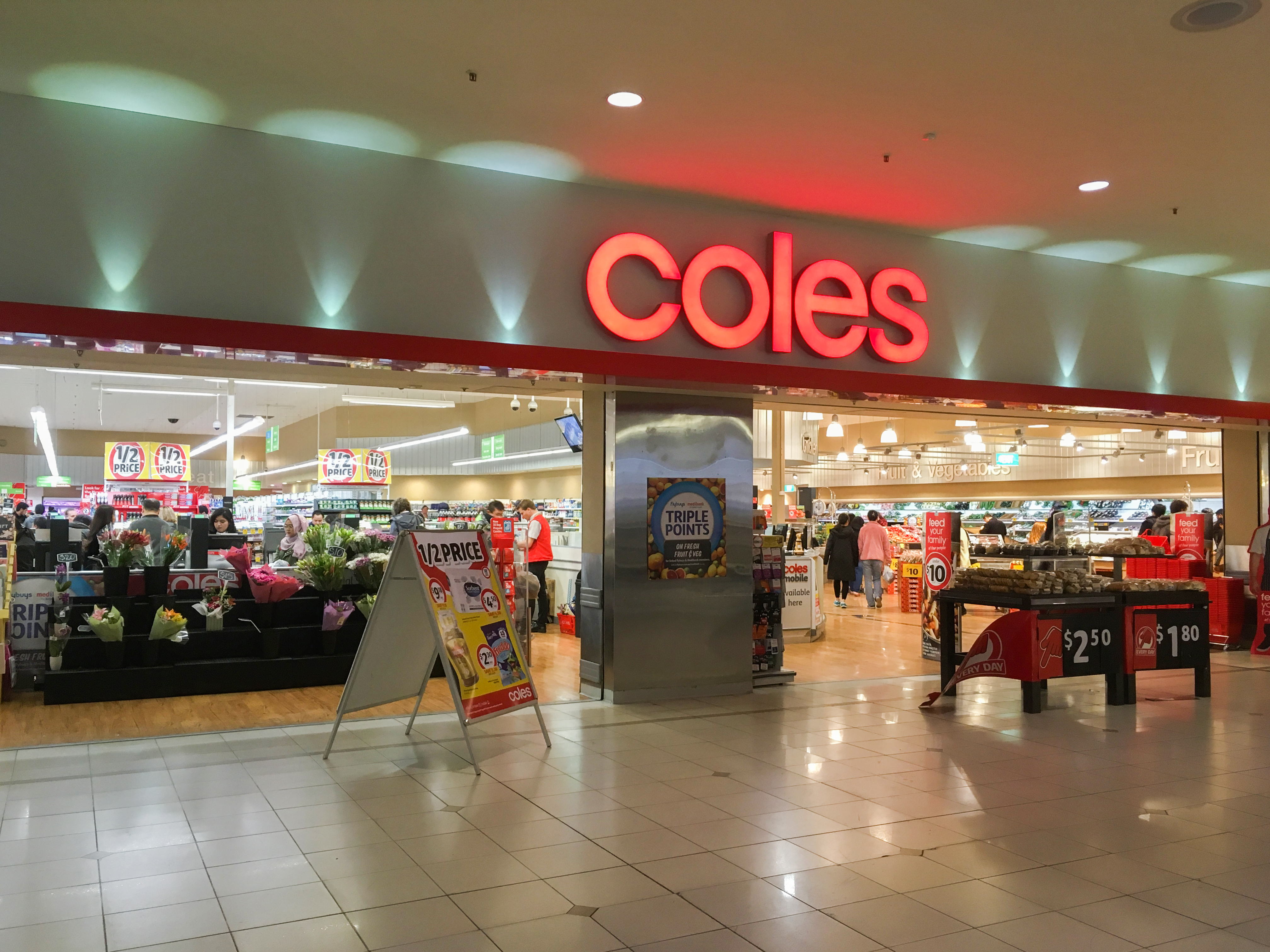
Un ingresso al supermercato Coles al Chaddy, Malvern East, Victoria.
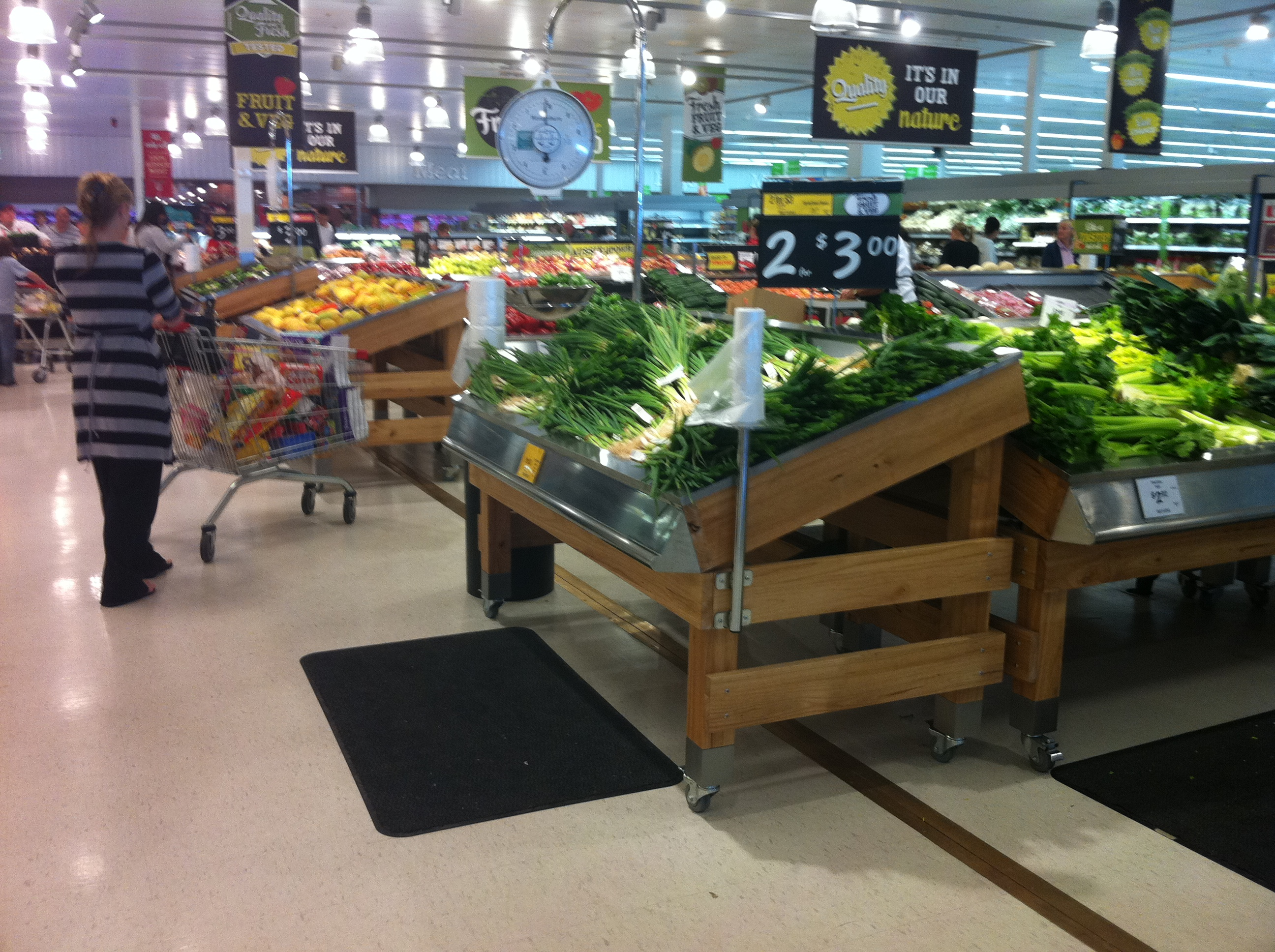
Interno di un supermercato Coles in Berwick, Victoria.
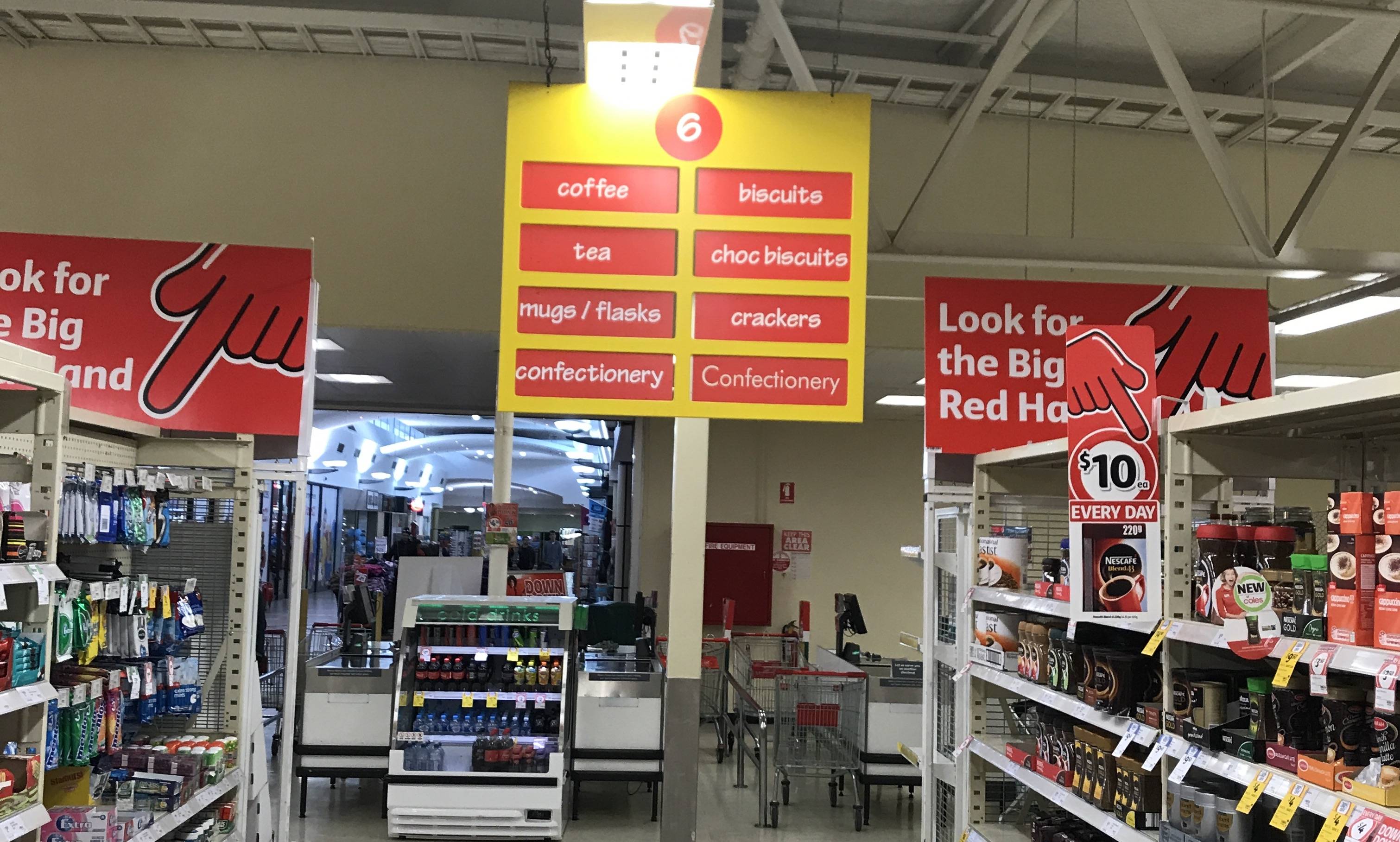
Coles Bentleigh sfoggia ancora il Newmart Fitout nel 2017